# 마이크 팀린
마이클 오거스트 팀린(Michael August Timlin, 1966년 3월 10일 ~ )는 메이저 리그 베이스볼에서 구원 투수로 활약한 전 미국의 프로 야구 선수이다. 18년간의 메이저 리그 베이스볼 경력에서 그는 4개의 월드 시리즈를 우승하였는 데 토론토 블루제이스와 2회(1992년, 1993년)와 보스턴 레드삭스와 2회(2004년, 2007년)이다.

## 어린 시절
텍사스주 미들랜드에서 제롬 프랜시스 팀린 1세와 낸시 샤론 바이어에게 태어났다. 팀린은 미들랜드 고등학교를 졸업하고, 조지타운에 있는 사우스웨스턴 대학교에서 수학하며 투수로 활약하였다.
6 피트 4 인치 (1.93m)에 205 파운드 (93kg)의 팀린은 우투우타였다. 팀린은 자신의 93mph (150km/h) 패스트볼로 알려졌다. 그의 슬라이더와 싱커들은 그라운드 볼의 의미있는 수를 포함한 다운워드 브레이크를 가졌다.

## 마이너 리그 경력
팀린은 토론토 블루제이스에 의하여 1987년 아마추어 드래프트의 5번째 라운드에서 드래프트되었고, 6월 6일 팀과 계약을 맺었다. 1987년부터 1990년을 통하여 팀린은 토론토의 마이너 리그 팀들 - 루키 리그 메디슨햇 블루제이스 (1987년), 클래스 A 머틀비치 블루제이스 (1988년), 하이 A 더니든 블루제이스 (1989년 ~ 90년)과 AA 녹스빌 블루제이스 (1990년)를 위하여 활약하였다.

## 메이저 리그 경력

### 토론토 블루제이스
팀린은 1991년 시즌을 토론토 블루제이스와 보냈다. 그는 4월 8일 오프닝 데이에 자신의 첫 메이저 리그 출연을 이루어 보스턴 레드삭스를 상대로 구원에서 1과 3분의 1 이닝을 투구하였다. 이틀 후, 그는 자신의 첫 스트라이크아웃(톰 브루넌스키)를 기록하고, 레드삭스를 상대로 구원에서 이닝을 투구한 후 자신의 첫 우승을 가졌다. 정규 시즌을 위하여 팀린은 63개의 경기에 나와 3개를 제외한 전부에서 구원에 활약하고 3개의 세이브와 3.16의 방어율과 함께 11 승 6 패의 기록을 수집하였다. 포스트시즌에 그는 10번째 이닝에서 마이크 파글리아룰로에게 홈런을 내준 후 3번째 경기에서 패배를 가져간 것을 포함한 미네소타 트윈스를 상대로 아메리칸 리그 챔피언십 시리즈에서 4개의 구원 출연을 이루었다. 팀린은 "올해의 신인 선수" 투표에서 6위였다.
1992년 시즌 동안 팀린은 하이 A 더니든 블루제이스(6개의 경기), AAA 시러큐스 치프스(7개의 경기)와 메이저 리그의 블루제이스(26개의 경기)와 시간을 보냈다. 토론토 블루제이스와 함께 그는 하나의 세이브와 4.12의 방어율과 0 승 2 패의 기록을 수집하였다. 포스트시즌에 그는 오클랜드 애슬레틱스를 상대로 아메리칸 리그 챔피언십 시리즈에서 2개의 구원 출연, 그리고 애틀랜타 브레이브스를 상대로 월드 시리즈에서 2개의 구원 출연을 이루었다. 그는 결정적 6번째 경기에서 자신의 첫 포스트시즌 세이브를 기록하였으며, 11번째 이닝에서 자신이 번트에 1루에서 공을 던져 아웃시킨 1루 타자 오티스 닉슨을 향하였다.
1993년 시즌을 위하여 팀린은 하이 A 더니든 블루제이스와 4개의 경기, 그리고 토론토 블루제이스와 54개의 경기를 활약하여 전부 구원에서였다. 토론토 블루제이스와 그의 기록은 하나의 세이브와 4.69 방어율과 함께 4 승 2 패였다. 포스트시즌에 그는 시카고 화이트삭스를 상대로 아메리칸 리그 챔피언십 시리즈에서 하나, 그리고 필라델피아 필리스를 상대로 월드 시리즈에서 2개의 출연을 이루었다. 블루제이스는 2연속 해를 위하여 월드 시리즈를 우승하여 팀린에게 그의 첫 3개의 메이저 리그 베이스볼 시즌에서 2개의 월드 시리즈 링을 주었다.
팀린은 1994년 시즌에서 34개의 출연(2개의 세이브와 5.18의 방어율과 함께 0 승 1 패)을 이루고, 1995년 시즌에서 31개의 출연(5개의 세이브와 2.14의 방어율과 함께 4 승 3 패)을 이루었다. 1995년에 그는 또한 AAA 시러큐스와 8개의 경기에 나왔다. 1996년 시즌을 위하여 블루제이스와 함께 59개의 경기에 나와 31개의 세이브와 3.65의 방어율과 함께 1 승 6 패로 갔다. 1997년 시즌 동안 팀린은 7월 29일을 통하여 블루제이스와 함께 38개의 출연을 이루어 9개의 세이브와 2.87 방어율과 함께 3 승 2 패의 기록을 가졌다. 팀린과 폴 스폴자릭은 그해 7월 31일 호세 크루스 주니어를 위한 교환에서 시애틀 매리너스로 이적되었다.

### 시애틀 매리너스
팀린은 1997년 8월 1일 매리너스와 첫 출연을 이루어 밀워키 브루어스를 상대로 구원에서 하나의 이닝을 투구하였다. 정규 시즌 동안 그는 매리너스와 총 26개의 출연을 이루어 하나의 세이브와 3.86의 방어율과 함께 3 승 2 패의 기록을 가졌다. 그는 아메리칸 리그 디비전 시리즈에서 하나의 경기에 나와 첫번째 경기가 열리는 동안 이닝의 3분의 2에서 볼티모어 오리올스에게 4개의 득점을 내주었다.
1998년 시즌을 위하여 팀린은 매리너스와 함께 70개의 경기들에 나와 19개의 세이브와 2.95의 방어율과 함께 3 승 3 패의 기록을 가졌다. 시즌 후, 팀린은 자유 계약 선수가 되었다. 매리너스와 자신의 2개의 시즌에서 그는 3.17의 방어율과 함께 69명의 타자들을 스트라이크아웃 시키는 동안 20개의 세이브와 함께 총 96개의 경기에 나왔다.

### 볼티모어 오리올스
1998년 11월 16일 팀린은 오리올스와 계약을 맺었다. 1999년 시즌 동안 그는 오리올스와 함께 62개의 경기에 나와 27개의 세이브와 3.57의 방어율과 함께 3 승 9 패의 기록을 가졌다. 2000년 시즌을 위하여 그는 7월 후순을 통하여 오리올스와 함께 하며 2 승 3 패, 11개의 세이브와 4.89의 방어율의 기록과 함께 37개의 경기에 나왔다. 7월 29일 팀린은 크리스 리처드와 마이너 리그 선수 마크 누스벡을 위한 교환에서 세인트루이스 카디널스로 이적되었다. 오리올스와 2개의 시즌에서 팀린은 76명의 타자들을 스트라이크아웃 시키는 동안 총 99개의 경기에 나와 38개의 세이브와 4.04의 방어율과 함께 5 승 12 패의 기록을 수집하였다.

### 세인트루이스 카디널스
2000년 7월 30일 팀린은 카디널스와 내셔널 리그에서 자신의 첫 출연을 이루어 뉴욕 메츠를 상대로 구원에서 하나의 이닝을 투구하였다. 정규 시즌 동안 그는 카디널스와 총 25개의 출연을 이루어 하나의 세이브와 3.34의 방어율과 함께 3 승 1 패의 기록을 가졌다. 그는 브레이브스를 상대로 내셔널 리그 디비전 시리즈의 2개의 경기와 메츠를 상대로 내셔널 리그 챔피언십 시리즈의 3개의 경기에 나왔다. 그는 내셔널 리그 챔피언십 시리즈의 2번째 경기에서 패배를 가져가 9번째 이닝에서 투구하는 동안 상대 팀의 실수로 얻은 득점을 내주었다.
2001년 시즌을 위하여 팀린은 카디널스와 함께 67개의 경기에 나와 4 승 5 패의 기록, 3개의 세이브와 4.09의 방어율을 가졌다. 그는 10월 6일 휴스턴 애스트로스를 상대로 자신의 첫 메이저 리그 타석을 가져 5번째 이닝에서 땅볼 아웃 시켰다. 그는 포스트시즌에서 하나의 출연을 이루어 내셔널 리그 디비전 시리즈에서 애리조나 다이아몬드백스를 상대로 1 과 3분의 1의 무득점 이닝을 투구하였다.
2002년 시즌 동안 그는 7월 후순을 통하여 카디널스와 함께 하여 1 승 3 패의 기록, 0 세이브와 2.51의 방어율과 함께 42개의 경기에 나왔다. 4월 19일 그는 자신의 루키 시즌 이래 자신의 첫 출발을 이루어 브루어스를 상대로 패배를 가져가 3명의 타자들을 스트라이크아웃 시키는 동안 4와 3분의 1 이닝을 투구하여 4개의 득점을 내주었다. 7월 29일 팀린, 플라시도 폴란코와 버드 스미스는 너그 니클, 스캇 니클과 돈을 위한 교환에서 필리스로 이적되었다.
카디널스와 함께 자신의 3개의 시즌에서 팀린은 134개의 경기에 나와 4개의 세이브와 3.36의 방어율과 함께 8 승 9 패의 기록을 수집하였다. 투구한 163과 3분의 1의 이닝에서 그는 108명의 타자들을 스트라이크아웃 시켰다.

### 필라델피아 필리스
2002년 7월 31일 팀린은 필리스와 첫 출연을 이루어 샌프란시스코 자이언츠를 상대로 구원에서 2개의 이닝을 투구하였다. 정규 시즌의 말기를 통하여 그는 필리스와 30개의 경기에 나와 0 세이브와 3.79의 방어율과 함께 3 승 3 패의 기록을 수집하였다. 투구한 35와 3분의 2의 이닝에서 그는 15명의 타자들을 스트라이크아웃 시켰다. 시즌 후에 팀린은 다시 자유 계약 선수가 되었다.

### 보스턴 레드삭스

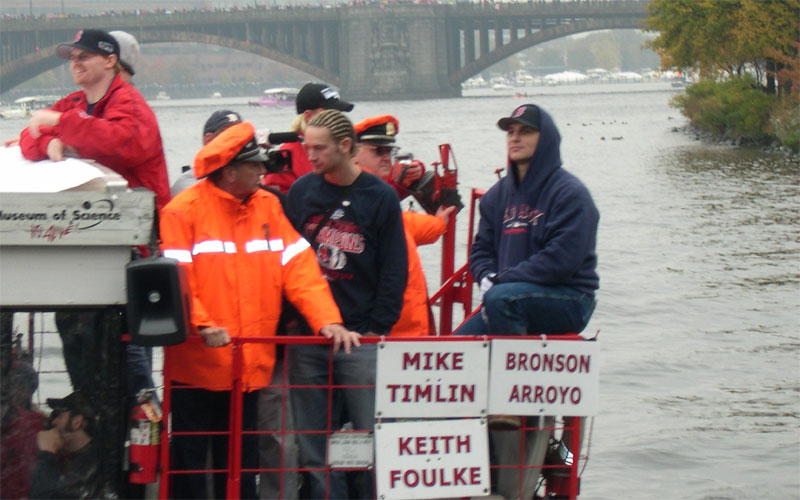
2004년 월드 시리즈 우승 행렬에서

2003년 1월 6일 팀린은 레드삭스와 함께 계약을 맺었다. 2003년 시즌 동안 그는 레드삭스를 위하여 72개의 경기에 나와 2개의 세이브와 3.55의 방어율과 함께 6 승 4 패의 기록을 수집하였다. 포스트시즌에서 그는 애슬레틱스를 상대로 아메리칸 리그 디비전 시리즈의 3개의 경기와 뉴욕 양키스를 상대로 아메리칸 리그 챔피언십 시리즈의 5개의 경기에 나왔다. 그 8개의 경기에서 그는 11명을 스트라이크아웃 시키고, 하나 만의 안타를 내주는 동안 9와 3분의 1 이닝을 투구하여 32명의 타자들을 향하였다.
2004년 시즌 동안 팀린은 76개의 출연을 이루었으며, 하나의 세이브와 4.13의 방어율과 함께 5 승 4 패의 기록을 가졌다. 9월 3일 그는 자신의 800번째 메이저 리그 출연을 이루어 그 절정에 도달하는 데 메이저 리그 역사상 29번째 만의 투수가 되었다. 포스트시즌에 그는 애너하임 에인절스를 상대로 아메리칸 리그 디비전 시리즈의 3개의 경기, 양키스를 상대로 아메리칸 리그 챔피언십 시리즈의 5개의 경기와 세인트루이스 카디널스를 상대로 월드 시리즈의 3개의 경기네 나왔다. 그 11개의 경기에서 7명을 스트라이크아웃 시키고, 15개의 안타와 8개의 득점을 내주는 동안 그는 11과 3분의 2의 이닝을 투구하고 56명의 타자들을 향하였다. 월드 시리즈에서 레드삭스의 카디널스를 휩씀과 함께 팀린은 자신 경력의 3번째 챔피언십을 얻었다.
팀린의 2005년 시즌은 그의 경력의 최고의 수들을 야기하였다. 그는 7 승 3 패의 기록, 13개의 세이브와 2.24의 방어율과 함께 경력 사상 81개의 출연을 이루었다. 투구한 80과 3분의 1의 이닝에서 그는 2개 만의 홈런을 허용하는 동안 59명의 타자들을 스트라이크아웃 시켰다. 그는 아메리칸 리그 디비전 시리즈에서 이닝을 투구하여 레드삭스가 화이트삭스에 의하여 휩쓸어지면서 하나의 득점을 내주었다.
레드삭스어와 자신의 첫 3개의 시즌 후, 팀린은 2006년 자신의 오른쪽 어깨에 생긴 부상과 분투하였고, 장애자 명단으로 다수의 방문들을 만들었다. 2006년 시즌을 위하여 그는 6 승 6 패의 기록, 9개의 세이브와 4.36의 방어율과 함께 68개의 출연을 이루었다.
2007년 시즌 동안 팀린은 2 승 1 패의 기록, 하나의 세이브와 3.42의 방어율과 함께 50개의 경기에 나왔따. 그는 또한 갱생이 있는 동안 AAA 포터킷 레드삭스와 8개의 출연을 하기도 하였다. 그는 8월 31일 오리올스를 상대로 자신의 1,000번째 경력 출연을 이루었다. 포스트시즌에 그는 클리블랜드 인디언스를 상대로 아메리칸 리그 챔피언십 시리즈에서 3개의 출연과 콜로라도 로키스를 상대로 월드 시리즈에서 3개의 출연을 이루었다. 그 6개의 경기에서 그는 7명을 스트라이크아웃 시키고, 2개의 득점을 내준 동안 5와 3분의 2 이닝을 투구하여 30명의 타자들을 향하였다. 월드 시리즈에서 레드삭스의 로키스를 휩씀과 함께 팀린은 자신 경력의 4번째 챔피언십을 얻었다.
2008년 시즌 동안 팀린은 4 승 4 패의 기록, 하나의 세이브, 47개의 출연을 이루었다. 그는 또한 AAA 포터킷과 함께 5개의 갱생 출연을 이루기도 하였다. 포스트시즌에 그는 아메리칸 리그 챔피언십 시리즈에서 탬파베이 레이스를 상대로 2개의 경기에 나와 2번째 경기에서 11번째 이닝과 자신 경력의 최종적 메이저 리그 베이스볼 출연이 되는 레드삭스가 9개의 득점에 의하여 패한 4번째 경기가 열리는 동안 구원에서 자신의 2개의 이닝에서 득점을 내준 후 패배를 가져갔다. 시즌이 끝난 후, 팀린은 다시 자유 계약 선수가 되었다.
레드삭스와 함께 자신의 6개의 시즌에서 팀린은 394개의 메이저 리그 베이스볼 경기에 나와 27개의 세이브와 3.76의 방어율과 함께 30 승 22 패의 기록을 수집하였다. 투구한 409개의 이닝에서 그는 273명의 타자들을 스트라이크아웃 시켰다.

## 후반의 경력
2009년 7월 29일 팀린은 로키스와 함께 마이너 리그 계약을 맺었다. 그는 총 6개의 마이너 리그 출연을 이루었는 데 루키 리그 캐스퍼 고스츠를 위하여 2개, 그러고나서 AAA 콜로라도스프링스 스카이삭스를 위하여 4개에 나왔다. 8월 13일 팀린 자신이 야구에서 은퇴에 이어 로키스에 의하여 내보내졌다.

## 경력 총계
18개의 메이저 리그 베이스볼 시즌에서 팀린은 141개의 세이브와 3.63의 방어율과 함께 75 승 73 패의 기록을 수집하였다. 투구한 1204와 3분의 1 이닝에서 그는 872명의 타자들을 스트라이크아웃 시켰다. 타자로서 그는 7개의 타석(전부 카디널스와 함께)을 가졌고, 4번이나 스트라이크아웃 되고 본루에 도달하지 않았다. 2017년 7월로 봐서 팀린은 1,058개의 경기들을 활약한 메이저 리그 베이스볼 투수들을 위한 출연에서 사상 8위를 하였다.
팀린은 블루제이스, 매리너스와 오리올스와 함께 유니폼의 등번호 40을 입었다. 카디널스로 이적되었을 때 등번호 40은 이미 앤디 베네스에 의하여 입어져 팀린은 유니폼 등번호 50으로 바꾸었다. 그는 후에 필리스와 레드삭스와 함께 그 번호를 간직하였다. 팀린은 메이저 리그 베이스볼 경력에서 2번이나 퇴거되었으는 데 둘다 2002년 시즌 동안이었다.
팀린은 또한 2006년 월드 베이스볼 클래식에 나온 미국 국가대표 팀의 일원이기도 하였다.

## 개인 생활
팀린은 3명의 누이들을 두었다 - 제리 린, 트레이시와 셰리. 그와 그의 부인 돈은 2명의 자식을 두었는 데 1996년에 태어난 아들과 2000년에 태어난 딸이다. 팀린 부부는 2004년 이래 해마다 열린 "The Sharon Timlin Memorial 5K Race to Cure ALS"의 결성자이며, 팀린의 모친은 2002년 3월 근위축성 측색 경화증으로 사망하였다.
2006년 전 동료 선수들 조니 데이먼과 에드가르 렌테리아와 함께 팀린은 애니메이션 TV 시리즈 《내 친구 아서》의 에피소드에 나와 엘우드시티 그리브스의 투수 "윈린"을 위하여 자신의 음성을 마련하였다.
팀린은 "자신의 공동체와 박애주의" 둘다에 모범적인 공헌들을 이룬 메이저 리그 베이스볼 선수에게 해마다 수여되는 루 게릭 메모리얼 어워드의 2007년 수상자였다.
2009년 4월 19일 팀린은 레드삭스에 의하여 명예를 얻었고, 펜웨이 파크에서 "마이크 팀린의 날"에 기념식 첫 투구를 던졌다.
2010년 팀린은 사우스웨스턴 대학교 명예의 전당에 헌액되었다.
2017년 시즌 동안 팀린은 7월에 몇몇의 레드삭스 경기들을 위하여 실황 방송의 아나운서 데이브 오브라이언과 함께 시사해설자로 일하였다.
그해 10월 1일 팀린은 라스베이거스 총격 사건이 일어난 콘서트에 나왔으나 무사히 빠져나갔다.

## 같이 보기
- 2006년 월드 베이스볼 클래식 선수 명단